# François Leuret (homme politique)
François Leuret, né le 12 juin 1890 et mort le 8 mai 1954, est un médecin et un homme politique français. Il est conseiller de la République (sénateur) de la Gironde de 1946 à 1948.

## Biographie
Élève doué de Saint-Joseph de Tivoli, François Leuret s'engage dans des études de médecine et devient interne à l'âge de vingt ans. Par la suite, alors qu'il est docteur en médecine, il est à la fois chef de service à l'hôpital pour enfants de Bordeaux, médecin des hôpitaux et de la SNCF, officier de l'instruction publique et chargé de cours à la faculté de médecine de Bordeaux.
Pendant la Première Guerre mondiale, il quitte sa région d'adoption pour servir en tant que médecin auxiliaire. À mesure que le conflit progresse, ses responsabilités sont plus grandes : il devient aide major puis médecin capitaine. Pour son dévouement auprès des blessés, on le décore de la Légion d'honneur et de la croix de guerre. En 1917, François Leuret est désigné pour le détachement français de Palestine-Syrie lors des combats contre la Turquie. Sa mission est de réorganiser la santé publique et l'hygiène sociale à Bethléem, Jérusalem et Alep. Dans la capitale de la Jordanie notamment, il met en place un énorme hôpital pouvant accueillir près de deux mille malades. À son retour en France, il reçoit la médaille coloniale Levant. Continuant ses activités de médecin et père de douze enfants, François Leuret devient président du conseil départemental de l'Ordre des médecins et membre consultatif de l'union départementale des Associations familiales de la Gironde.
Après la guerre de 1939-1945, il s'engage dans une carrière politique. Il est élu conseiller de la République de la Gironde aux élections du 8 décembre 1946, sur une liste MRP. En toute logique, à son arrivée au palais du Luxembourg, on le nomme membre de la commission de la famille, de la population et de la santé publique et de la commission des pensions. Son activité au Conseil de la République sera entièrement consacrée aux questions de santé publique et de sécurité sociale. Il intervient ainsi lors de la discussion visant à assurer aux bénéficiaires d'une législation sociale les médicaments adaptés à leur état. François Leuret s'intéresse par ailleurs particulièrement aux intérêts des professionnels de la santé publique. Il rédige une proposition de résolution puis un rapport afin de parvenir au même objectif : donner aux médecins, chirurgiens ou sages-femmes les moyens de transport nécessaires à leur profession. Il dépose une proposition de loi ayant pour objet de défendre une organisation représentant les travailleuses familiales. Enfin, il rédige un rapport, au nom de la commission de la famille, de la population et de la santé publique, sur le contingent exceptionnel qui pourrait être décoré de la Légion d'honneur à l'occasion du cinquantenaire de la mort de Pasteur.
Il est nommé directeur du bureau des constatations médicales de Lourdes.
Après ces deux années d'activité denses, François Leuret ne se représente pas aux élections du 7 novembre 1948. Il meurt en 1954 à Lourdes à l'âge de 63 ans.

### Famille
Dernier fils de Maître Eugène Leuret et de Marie Maillard de Villetron, il est le descendant direct des familles de la haute bourgeoisie orléanaise tels que les Regnard de Villetron, les Colas, les Beauharnais, ou de Blois tels que les Bégon. Il épouse en 1920 Mademoiselle Geneviève Dorlet-Bitot issue d'une famille notamment de négociants, d'armateurs et de médecins bordelais les Oré-Bitot (voir Ferret XIX), très implantée à Bordeaux. Ils auront douze enfants.
François Leuret est l'oncle du cardinal Joseph-Marie Martin.

### Sources
- « François Leuret (homme politique) », dans Adolphe Robert et Gaston Cougny, Dictionnaire des parlementaires français, Edgar Bourloton, 1889-1891 [détail de l’édition]